# Indere
Indere eller indiske folk er indbyggerne i Indien, der er verdens næstmest befolkede nation med 17,5 % af verdens befolkning. Indisk refererer til en nationalitet, men ikke en etnicitet eller et sprog. Den indiske nationalitet består af mange etniske grupper, der taler forskellige indoariske sprog, det afspejler den rige og komplekse historie i Indien. Indien er hjemsted for alle betydelige etniske grupper på det indiske subkontinent.[kilde mangler]

## Indisk diaspora
Diaspora-befolkningerne med indisk afstamning, der er opstået gennem emigration, de findes især i Forenede Arabiske Emirater, Sydøstasien, Storbritannien, Nordamerika, Australien, New Zealand, Sydafrika, Caribien og Sydeuropa. Folketallet er anslået til mellem 12 mio. og 20 mio. diaspora.